# Алексеев, Максим Николаевич
Макси́м Никола́евич Алексе́ев (23 мая [5 июня] 1911 года — 25 октября 1986 года) — советский военный лётчик, участник Советско-финской и Великой Отечественной войн. Герой Советского Союза (27.07.1943), подполковник.

## Биография
Родился 23 мая (5 июня) 1911 год в посёлке Русский (ныне село Куйбышевского района Ростовской области) в семье крестьян. По национальности русский. По окончании неполной средней школы работал токарем.
В Красной Армии с 1933 года. В 1938 году закончил Харьковское военное авиационное училище. Принимал участие в боях советско-финской войны.
С первых дней Великой Отечественной войны на фронте. В августе 1941 года осуществлял бомбардировки Берлина. В члены ВКП(б) вступил в 1942 году. Всего к июню 1943 года им совершено 209 боевых вылетов на бомбардировку объектов в глубоком тылу противника.
штурман 19-го гвардейского авиационного полка дальнего действия, 8-й гвардейской авиационной дивизии дальнего действия, 2-го гвардейского авиационного корпуса авиации дальнего действия СССР (АДД).

Указом Президиума Верховного Совета СССР от 27 июля 1943 года за образцовое выполнение боевых заданий Командования на фронте борьбы с немецкими захватчиками и проявленные при этом мужество и геройство гвардии капитану Алексееву Максиму Николаевичу присвоено звание Героя Советского Союза с вручением ордена Ленина и медали «Золотая Звезда».

В 1951 году прошёл обучение в Высшей военной авиационной школе штурманов. С 1955 года подполковник Алексеев М. Н. в запасе, а затем в отставке.
Проживал в городе Фрунзе (ныне Бишкек). Умер 25 октября 1986 года.

## Награды
- Медаль «Золотая Звезда» (№ 1052, 27.07.1943)
- Два ордена Ленина
- Два ордена Красного Знамени
- Орден Александра Невского
- Орден Отечественной войны I степени
- Орден Отечественной войны II степени
- Орден Красной Звезды
- Медали, в том числе:
  - Медаль «За боевые заслуги»
  - Медаль «За оборону Ленинграда»
  - Медаль «За оборону Москвы»
  - Медаль «За оборону Сталинграда»
  - Медаль «За победу над Германией в Великой Отечественной войне 1941—1945 гг.»
  - Юбилейная медаль «Двадцать лет Победы в Великой Отечественной войне 1941—1945 гг.»
  - Юбилейная медаль «Тридцать лет Победы в Великой Отечественной войне 1941—1945 гг.»
  - Юбилейная медаль «Сорок лет Победы в Великой Отечественной войне 1941—1945 гг.»